# Albert-Auguste Fauvel
Pour les articles homonymes, voir Fauvel.
Albert-Auguste Fauvel (7 novembre 1851 à Cherbourg - 3 novembre 1909 à Cherbourg) est un explorateur et un naturaliste français.
Il est connu pour avoir fourni la première description détaillée de l'alligator de Chine.

## Famille
Il est le fils d'un officier de marine, Auguste Fauvel, qui avait participé au voyage autour du monde du duc de Penthièvre et du comte Ludovic de Beauvoir (1846-1929).
Il a au moins un frère puiné, Pierre.
En 1882 il épouse Madeleine de la Vaulx qui le suit en Chine.

## Biographie
Souffrant d'une mauvaise vision, il doit quitter la marine.[réf. nécessaire] Il parle le mandchou ; engagé par le service des Douanes chinoises, il arrive en Chine le 2 décembre 1872.
Il occupe cette fonction de 1872 à 1884. Il étudie la faune et la flore du pays ainsi que l'économie du pays.
Son long séjour à Tche-Fou lui donne le sujet de nombre de travaux sur la province de Chan-toung. Il écrit quelques mémoires sur ses études d'histoire naturelle, épaulé par les conseils de l'abbé Armand David. Plus tard, il étudie particulièrement l'archipel des Chousan. Son voyage en 1880 à l'archipel des Chousan vient de ce qu'il est chargé cette année-là d'organiser la section chinoise de l'Exposition internationale sur les produits et engins de la pêche de Berlin. Il en profite pour réunir une collection importante de poissons, mollusques et crustacés incluant plusieurs espèces nouvelles.

Il fait aussi une étude spéciale des îles des Seychelles, publiée en 1893 aux frais du gouverneur de Mahé, et un travail volumineux sur le Coco des Seychelles paraît en 1915 dans les Annales du musée colonial de Marseille de Heckel. À terme il ambitionne de faire un ouvrage considérable sur les Seychelles, dont ces deux études auraient fait partie ; mais ce projet est terminé avec sa mort.
Lors de la guerre entre la Chine et la France (1881-1885), Fauvel quitte la Chine et les Douanes lorsque l'amiral Courbet bombarde Fou-Tchéou (en 1884). Il revient en France et entre au service de la Compagnie des Messageries Maritimes comme inspecteur. En cette qualité, il fait de nombreux voyages ou séjours : Singapour, Indes anglaises et néerlandaises, Seychelles, Brésil, Argentine, Chine, Java, Madagascar, La Réunion.
Ses vastes collections de zoologie, botanique et pétrographie lui valent d'être membre correspondant du Muséum de Paris.

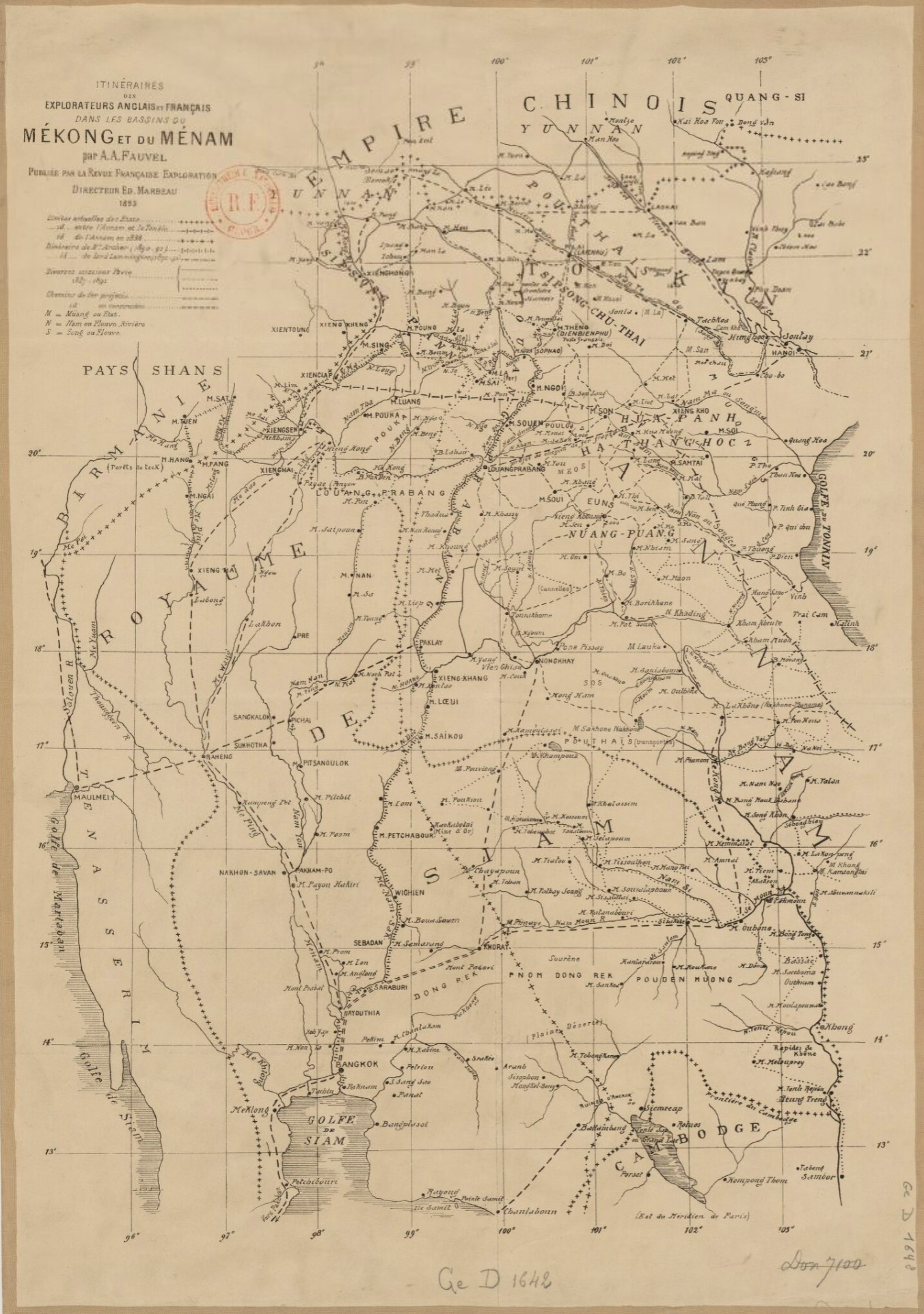
Itinéraires des explorateurs anglais et français dans les bassins du Mekong et du Ménam, carte par Fauvel (1893)

## Publications
Voir une « liste de ses publications », sur data.bnf.fr (consulté en septembre 2023).
- Albert-Auguste Fauvel, « Alligators in China: Their History, Description and Identification » (lu devant la Royal Asiatic Society, branche de la Chine du Nord, le 13 décembre 1878), Journal of the North China Branch of the Royal Asiatic Society',‎ 1879 (lire en ligne, consulté en septembre 2023).
- Albert-Auguste Fauvel, « Le temple souterrain d’Eléphanta près Bombay », Notes d'art et d'archéologie, t. 1, no 1,‎ 1889, 1-7 ; p. 23-30 ; et p. 52-57.
- Albert-Auguste Fauvel, « Péninsule malaise: Ressources et avenir », Revue française de l'étranger et des colonies, t. 16 et 17, no 151 (t. 16), nos 165 et 166 (t. 17),‎ 1893, p. 305-318 (1re partie), n° 151 ; p. 10-29 (suite), n° 165 ; p. 61-67 (fin), n° 167.
- Albert-Auguste Fauvel, « Archipel des Seychelles. Étude de cartographie », Revue française de l'étranger et des colonies, t. 17, no 166,‎ 15 mai 1893, p. 433-447 (lire en ligne).
- Albert-Auguste Fauvel, « Histoire de la concession française de Chang-haï (Chine) », Correspondant,‎ 1899 (lire en ligne).
- Albert-Auguste Fauvel, Nos missionnaires patriotes et savants (publié d'abord dans Le Correspondant : 10 août 1900, p. 438-165 ; 10 septembre 1900, p. 918-935 ; et 25 septembre 1900, p. 1148-1166), Paris, libr. Victor Lecoffre, décembre 1900, 150 p. (présentation en ligne, lire en ligne).
- Albert-Auguste Fauvel, « Le cocotier de mer des îles Seychelles », Annales du musée colonial de Marseille, vol. 23e année, 3e série, 1er vol.,‎ 1915, p. 169-307 (lire en ligne, consulté en septembre 2023).